# Kompetitivní inhibice

Ethanol (C_{2}H_{5}OH) je kompetitivním inhibitorem metabolizace methanolu (CH_{3}OH) a ethylenglykolu ((CH_{2}OH)_{2} působením alkoholdehydrogenázy v játrech. Z tohoto důvodu se ethanol používá při léčbě otrav těmito látkami či k zamezení jejich toxickým účinkům.

Kompetitivní inhibice je omezení přeměny jedné chemické látky jinou látkou, která s ní „soutěží“ v tvorbě chemických vazeb. Tímto způsobem může být ovlivněna jakákoliv reakce, nejčastěji se pojem používá v biochemii a lékařství pro inhibici enzymů.

## Inhibice enzymů
Při kompetitivní inhibici enzymatické reakce navázání inhibitoru zablokuje aktivní místo a brání tak navazování cílové molekuly daného enzymu.
Maximální rychlost reakce se značí Vmax a množství substrátu potřebné k dosažení poloviny Vmax jako Km. Km lze použít jako ukazatel schopnosti daného substrátu navázat se na enzym.
Kompetitivní inhibici lze překonat zvýšením koncentrace substrátu, kterým se zvýší pravděpodobnost jeho navázání na enzym. Kompetitivní inhibice mění hodnotu Km, ale Vmax zůstává stejná, což lze ukázat například pomocí kinetiky Michaelise–Mentenové. Po navázání inhibitoru na enzym se změní sklon grafu, jako následek nárůstu nebo poklesu Km.
Většina kompetitivních inhibitorů působí vratným navazováním na enzym, obvykle na aktivní místo; řada zdrojů tak tuto vlastnost používá jako definici kompetitivní inhibice, existuje ale několik dalších možných mechanismů, například ten, kde se může na enzym navázat jak inhibitor tak i substrát, ale v daném okamžiku pouze jedna z těchto látek. Alosterické inhibitory se mohou jevit jako kompetitivní, nekompetitivní, nebo akompetitivní.

### Mechanismus

Znázornění kompetitivní inhibice

Alosterická kompetitivní inhibice, kdy se inhibitor a substrát nemohou navázat ve stejný okamžik

Při kompetitivní inhibici se na enzym navazuje inhibitor se strukturou podobnou obvyklému substrátu a brání tím jeho navazování.
V jednom okamžiku může být enzym vázaný na inhibitor, substrát, nebo ani na jednu látku, ale ne na obě zároveň. V průběhu kompetitivní inhibice se tak na aktivním místě může vytvořit pouze jeden z možných komplexů. Inhibitor se strukturou podobá substrátu, a může se tak na aktivní místo navázat místo něj. Zvýšení koncentrace substrátu posouvá rovnováhu v jeho prospěch a usnadňuje tak správné napojení na aktivní místo a průběh reakce. Pokud je koncentrace substrátu vyšší než koncentrace kompetitivního inhibitoru, tak do styku s aktivním místem pravděpodobněji přijde substrát než inhibitor.
Kompetitivní inhibitory se často využívají při výrobě léčiv; příkladem může být methotrexát, strukturou podobný koenzymu kyselině listové, která se váže na dihydrofolátreduktázu, enzym důležitý pro syntézu DNA a RNA. Navázání methotreátu způsobuje, že se enzym stává neaktivním, takže nemůže vytvářet DNA a RNA, nádorová buňka tak nemůže růst a dělit se. V jiném případě mohou obdobně esenciální mastné kyseliny brzdit tvorbu prostaglandinů, látek, jež mohou způsobovat záněty. Léky založené na těchto mastných kyselinách se používají na úlevu od bolesti, kdy napojením na enzym zastaví vytváření prostaglandinů.
Mimo lékařství se kompetitivní inhibice využívá například k zabránění hnědnutí ovoce a zeleniny. Enzym tyrosináza, obsažený v houbách, na sebe obvykle navazuje monofenoly, a přeměňuje je na hnědé o-chinony. Kompetitivní substráty, jako jsou 4-substituované benzaldehydy, snižují množství monofenolů, které se navazují na enzym, a tím prodlužují životnost potravin.
Kompetitivní inhibice může být vratná i nevratná. Jestliže je vratná, pak ji lze zvrátit zvýšením koncentrace substrátu. U nevratné inhibice lze využít pouze zvýšení tvorby cílové molekuly (a rozklad a/nebo vyloučení nevratně inhibované cílové molekuly).
Kompetitivní inhibitory se zpravidla váží na stejné místo jako substráty, ale mimo toto vazebné místo se mohou napojit i na alosterické místo enzymu, například strychnin je alosterickým inhibitorem glycinového receptoru v buňkách míchy a mozku. Glycin slouží jako postsynaptický neurotransmiter se specifickým vazebným místem na receptoru. Strychnin navázáním na jiné místo sníží afinitu glycinového receptoru vůči glycinu, což způsobuje křeče.
Při kompetitivní inhibici se maximální rychlost reakce ({\displaystyle V_{\max }}) nemění, zatímco zdánlivá afinita substrátu vůči vazebnému místu se snižuje (disociační konstanta {\displaystyle K_{d}} roste). Změna {\displaystyle K_{m}}odpovídá změně {\displaystyle K_{d}} tím způsobem, že nárůst jedné hodnoty je doprovázen poklesem druhé. Při navázání kompetitivního inhibitoru na enzym se {\displaystyle K_{m}} zvyšuje a vazebná afinita tak klesá.
Účinky jakéhokoliv kompetitivního inhibitoru lze překonat zvýšením koncentrace substrátu; substrát v takovém případě snižuje pravděpodobnost navázání inhibitoru, čímž oslabuje jeho působení.

#### V biologii

Další možný mechanismus alosterické kompetitivní inhibice

Neurotoxické vlastnosti 4-fenyl-1-methyl-1,2,3,6-tetrahydropyridinu (MPTP) byly objeveny po pozření kontaminovaného opioidního léčiva desmethylprodinu. MPTP může projít hematoencefalickou bariérou a vstoupit do lyzozomů. MPTP je biologicky aktivováno MAO-B, izozymem monoaminoxidázy (MAO).
Později bylo zjištěno, že MPTP způsobuje příznaky podobné Parkinsonově nemoci. Astrocyty, buňky centrální nervové soustavy, obsahují MAO-B, který oxiduje MPTP na 1-methyl-4-fenylpyridinium (MPP+), ion, jenž je toxický. MPP+ se dopaminovým transportérem dostává do mezibuněčného prostoru, což vyvolává příznaky podobající se Parkinsonově nemoci. Kompetitivní inhibice MAO-B nebo dopaminového transportéru brání oxidaci MPTP na MPP+; tuto schopnost má několik sloučenin, například methylenová modř, 5-nitroindazol, norharman, 9-methylnorharman, a menadion,

Michaelisův–Mentenové graf závislosti rychlosti reakce (v) na koncentraci substrátu [S] při běžné činnosti enzymu (1) a za přítomnosti kompetitivního inhibitoru (2). Přidání kompetitivního inhibitoru k enzymatické reakci navyšuje K_{m}, ale V_{max} se nemění.

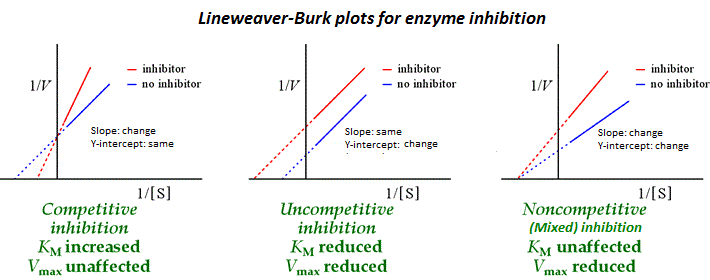
Lineweaverův-Burkův graf převrácené hodnoty rychlosti reakce (1/V) a převrácené hodnoty koncentrace substrátu (1/[S]) při běžné činnosti enzymu (modře) a za přítomnosti kompetitivního inhibitoru (červeně). Inhibitor navyšuje K_{m} a V_{max} se nemění.

Jako kompetitivní inhibitory působí také sulfonamidová antibiotika; například sulfanilamid se kompetitivně váže na aktivní místo dihydropteroátsyntázy, jelikož se podobá obvyklému substrátu, kterým je kyselina 4-aminobenzoová. Substrát se nemůže navazovat, což brání tvorbě kyseliny listové. Bakterie si musí kyselinu listovou vytvářet samy, protože pro ni nemají transportér. Bez kyseliny listové bakterie nemohou růst a dělit se. Mechanismem účinku sulfonamidů je tak kompetitivní inhibice.
Kompetitivně může být inhibována také sukcinátdehydrogenáza, katalyzující oxidaci kyseliny jantarové na kyselinu fumarovou v rámci citrátového cyklu; kompetitivním inhibitorem je zde kyselina malonová, jejíž chemické vlastnosti se podobají těm u kyseliny jantarové.

## Rovnice
K popisu kinetiky enzymatických reakcí se používá model Michaelise–Mentenové. Podle tohoto modelu se vytváří graf závislosti reakční rychlosti (V0) na koncentraci substrátu [S]; graf lze poté použít k určení Vmax, původní rychlosti, a Km.
Kompetitivní inhibice zvyšuje zdánlivou hodnotu konstanty Michaelise–Mentenové, {\displaystyle K_{m}^{\text{app}}}, původní rychlost reakce, {\displaystyle V_{0}}, činí
{\displaystyle V_{0}={\frac {V_{\max }\,[S]}{K_{m}^{\text{app}}+[S]}}}
kde {\displaystyle K_{m}^{\text{app}}=K_{m}(1+[I]/K_{i})}, {\displaystyle K_{i}} je disociační konstanta inhibitoru a {\displaystyle [I]} jeho koncentrace.
{\displaystyle V_{\max }} se nemění, protože vliv inhibitoru lze překonat zvýšením koncentrace substrátu. U {\displaystyle K_{m}^{\text{app}}}, koncentrace substrátu nutná k dosažení {\displaystyle V_{\max }/2} za přítomnosti kompetitivního inhibitoru vzrůstá, jelikož je koncentrace substrátu potřebná k dosažení {\displaystyle V_{\max }} za přítomnosti inhibitoru větší než bez inhibitoru.

### Odvození
Nejjednodušším případem je reakce enzymu s jedním substrátem:
{\displaystyle {\ce {E + S <=>[k_1][k_{-1}] ES ->[k_2] E + P}}}
po navázání inhibitoru na volný enzym vypadá rovnice takto:
{\displaystyle {\ce {EI + S <=>[k_{-3}][k_3] E + S + I <=>[k_1][k_{-1}] ES + I ->[k_2] E + P + I}}}
Inhibitor se neváže na komplex ES a substrát se neváže na komplex EI; předpokládá se, že obě sloučeniny se navazují na stejné místo, což však nenastává ve všech případech. Derivace rovnice Michaelise–Mentenové, za předpokladu, že je systém v rovnovážném stavu, a koncentrace jednotlivých forem enzymu se tedy nemění, je:
{\displaystyle {\frac {d[{\ce {E}}]}{dt}}={\frac {d[{\ce {ES}}]}{dt}}={\frac {d[{\ce {EI}}]}{dt}}=0.}
Celková koncentrace enzymu činí {\displaystyle [{\ce {E}}]_{0}=[{\ce {E}}]+[{\ce {ES}}]+[{\ce {EI}}]}, a rychlost reakce se určuje za podmínek, při kterých se koncentrace substrátu a inhibitoru nijak výrazně nemění, a množství nahromaděného produktu lze tedy zanedbat, platí soustava rovnic:
| : | \| \| \| \| \| \| \| \| | ({\displaystyle [{\ce {E}}]_{0}=[{\ce {E}}]+[{\ce {ES}}]+[{\ce {EI}}]}) |
|   |                         |                                                                         |
|   |                         |                                                                         |

| : | \| \| \| \| \| \| \| \| | ({\displaystyle {\frac {d[{\ce {E}}]}{dt}}=0=-k_{1}[{\ce {E}}][{\ce {S}}]+k_{-1}[{\ce {ES}}]+k_{2}[{\ce {ES}}]-k_{3}[{\ce {E}}][{\ce {I}}]+k_{-3}[{\ce {EI}}]}) |
|   |                         | |
|   |                         | |

| : | \| \| \| \| \| \| \| \| | ({\displaystyle {\frac {d[{\ce {ES}}]}{dt}}=0=k_{1}[{\ce {E}}][{\ce {S}}]-k_{-1}[{\ce {ES}}]-k_{2}[{\ce {ES}}]}) |
|   |                         | |
|   |                         | |

| : | \| \| \| \| \| \| \| \| | ({\displaystyle {\frac {d[{\ce {EI}}]}{dt}}=0=k_{3}[{\ce {E}}][{\ce {I}}]-k_{-3}[EI]}) |
|   |                         |                                                                                        |
|   |                         |                                                                                        |

kde {\displaystyle {\ce {[S], [I]}}} and {\displaystyle {\ce {[E]_0}}} jsou známy. Počáteční rychlost je {\displaystyle V_{0}=d[{\ce {P}}]/dt=k_{2}[{\ce {ES}}]}, takže je třeba určit hodnotu {\displaystyle {\ce {[ES]}}} ze známých hodnot {\displaystyle {\ce {[S], [I]}}} a {\displaystyle {\ce {[E]_0}}}.
Ze třetí výše uvedené rovnice vyplývá z vyjádření E pomocí ES:
{\displaystyle k_{1}[{\ce {E}}][{\ce {S}}]=(k_{-1}+k_{2})[{\ce {ES}}]}
Vydělením {\displaystyle k_{1}[{\ce {S}}]} vznikne
{\displaystyle [{\ce {E}}]={\frac {(k_{-1}+k_{2})[{\ce {ES}}]}{k_{1}[{\ce {S}}]}}}
Výraz {\displaystyle (k_{-1}+k_{2})/k_{1}} lze nahradit makroskopickou rychlostní konstantou {\displaystyle K_{m}}:
| : | \| \| \| \| \| \| \| \| | ({\displaystyle [{\ce {E}}]={\frac {K_{m}[{\ce {ES}}]}{\ce {[S]}}}}) |
|   |                         |                                                                      |
|   |                         |                                                                      |

Jejím vložením do čtvrté rovnice výše uvedené soustavy vznikne
{\displaystyle 0={\frac {k_{3}[{\ce {I}}]K_{m}[{\ce {ES}}]}{\ce {[S]}}}-k_{-3}[{\ce {EI}}]}
Přeuspořádáním lze vytvořit
{\displaystyle [{\ce {EI}}]={\frac {K_{m}k_{3}[{\ce {I}}][{\ce {ES}}]}{k_{-3}[{\ce {S}}]}}}
V tuto chvíli lze definovat disociační konstantu inhibitoru jako {\displaystyle K_{i}=k_{-3}/k_{3}}, čímž vznikne
| : | \| \| \| \| \| \| \| \| | ({\displaystyle [{\ce {EI}}]={\frac {K_{m}[{\ce {I}}][{\ce {ES}}]}{K_{i}[{\ce {S}}]}}}) |
|   |                         |                                                                                         |
|   |                         |                                                                                         |

Vložením předchozích dvou rovnic do první rovnice soustavy vyjde
{\displaystyle [{\ce {E}}]_{0}={\frac {K_{m}[{\ce {ES}}]}{\ce {[S]}}}+[{\ce {ES}}]+{\frac {K_{m}[{\ce {I}}][{\ce {ES}}]}{K_{i}[{\ce {S}}]}}}
Přeuspořádáním za účelem získání ES vznikne
{\displaystyle [{\ce {E}}]_{0}=[{\ce {ES}}]\left({\frac {K_{m}}{\ce {[S]}}}+1+{\frac {K_{m}[{\ce {I}}]}{K_{i}[{\ce {S}}]}}\right)=[{\ce {ES}}]{\frac {K_{m}K_{i}+K_{i}[{\ce {S}}]+K_{m}[{\ce {I}}]}{K_{i}[{\ce {S}}]}}}
| : | \| \| \| \| \| \| \| \| | ({\displaystyle [{\ce {ES}}]={\frac {K_{i}[{\ce {S}}][{\ce {E}}]_{0}}{K_{m}K_{i}+K_{i}[{\ce {S}}]+K_{m}[{\ce {I}}]}}}) |
|   |                         | |
|   |                         | |

Vrácením výrazu pro {\displaystyle V_{0}} vychází
{\displaystyle V_{0}=k_{2}[{\ce {ES}}]={\frac {k_{2}K_{i}[{\ce {S}}][{\ce {E}}]_{0}}{K_{m}K_{i}+K_{i}[{\ce {S}}]+K_{m}[{\ce {I}}]}}}
{\displaystyle V_{0}={\frac {k_{2}[{\ce {E}}]_{0}[{\ce {S}}]}{K_{m}+[{\ce {S}}]+K_{m}{\frac {[{\ce {I}}]}{K_{i}}}}}}
Protože je rychlost reakce nejvyšší, když je veškerý enzym převeden na komplex se substrátem, tak platí, {\displaystyle V_{\max }=k_{2}[{\ce {E}}]_{0}}.
Nahrazením a spojením výrazů nakonec vychází:
| : | \| \| \| \| \| \| \| \| | ({\displaystyle V_{0}={\frac {V_{\max }[{\ce {S}}]}{K_{m}\left(1+{\frac {[{\ce {I}}]}{K_{i}}}\right)+[{\ce {S}}]}}}) |
|   |                         | |
|   |                         | |

Koncentrace kompetitivního inhibitoru {\displaystyle {\ce {[I]}}} se spočítá podle zlomku {\displaystyle f_{V{_{0}}}} rychlosti {\displaystyle V_{0}}, kde {\displaystyle 0<f_{V{_{0}}}<1}:
| : | \| \| \| \| \| \| \| \| | ({\displaystyle [{\ce {I}}]=\left({\frac {1}{f_{V{_{0}}}}}-1\right)K_{i}\left(1+{\frac {[{\ce {S}}]}{K_{m}}}\right)}) |
|   |                         | |
|   |                         | |